# VLF Automotive

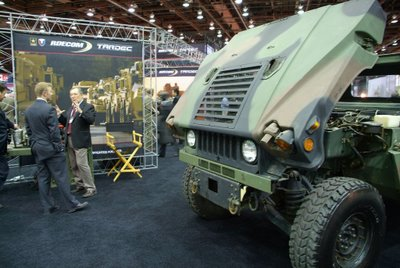
HUMVEE C-Series

VLF Automotive – amerykański producent samochodów osobowych, sportowych i terenowych z siedzibą w Rochester działający w latach 2012–2020.

## Historia
W 2012 roku słynny przemysłowiec Bob Lutz i przedsiębiorca Gilbert Villarreal założyli przedsiębiortwo VL Automotive, zmnieniając ostatecznie nazwę na VLF Automotive po dołączeniu do zespołu duńskiego projektanta i przedsiębiorcy Henrika Fiskera.  W styczniu 2013 roku przedsiębiorso zaprezentowało pierwszy samochód - Destino, będący bliźniaczą odmianą Fiskera Karma ze zmodyfikowanym pasem przednim i w pełni spalinowym układem napędowym. W 2016 roku wyprodukowano krótką serię modeli w zakładach w Auburn Hills.
3 lata po premierze pierwszego modelu, VLF przedstawiło drugą konstrukcję - tym razem opracowaną od podstaw jako konstrukcja tej firmy ze stylistyką autorstwa Henrika Fiskera. Sportowe coupe Force 1 wyprowukowano w 2016 roku w limitowanej puli 50 sztuk. W 2017 roku VLF ogłosiło skupienie się wznowieniu produkcji Hummera H1 pod nazwą HUMVEE C-Series, koncentrują się na eksporcie tych pojazdów głównie na rynek chiński. Firma zaprzestała działalności w 2020.

## Modele samochodów

### Historyczne
- Destino (2016)
- Force 1 (2016)
- C-Series (2017–2020)